# Castillo de Troussay

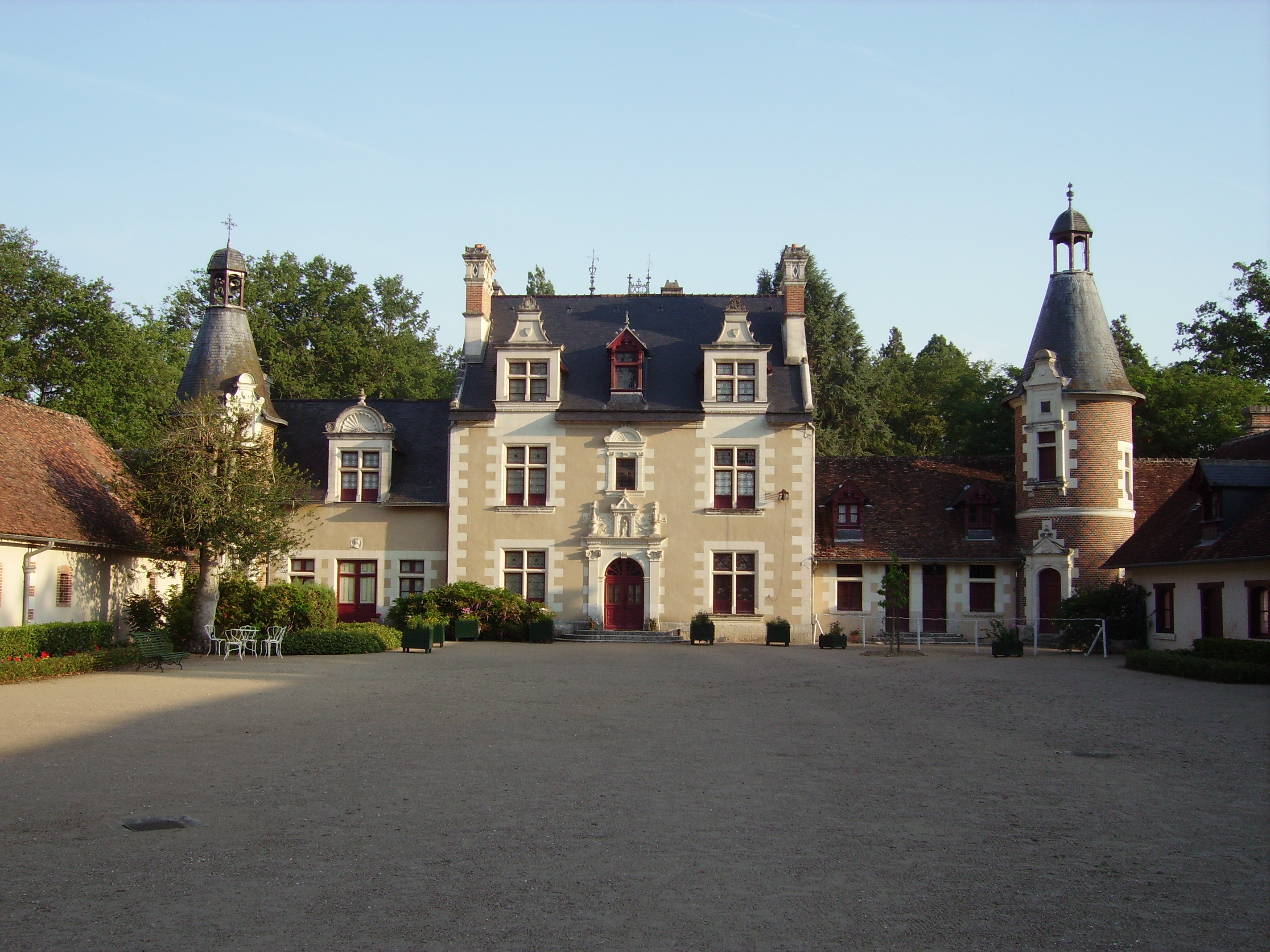
El castillo.

El castillo de Troussay, en francés Château de Troussay, es un castillo situado en Cheverny, Loir-et-Cher (Francia). 

## Historia
El castillo de Troussay comenzó a ser construido por el año 1450. Este castillo histórico por su fachada y por ser uno de los castillos que todavía siguen estando en Francia. El castillo ha cambiado varias veces de dueño, su última venta fue en el año 1900 que fue vendido a una familia que todavía algunos de ellos sigue viviendo allí. El castillo cuenta con un salón de música, un salón grande, un salón pequeño, habitaciones, un salón para rezar, parques, etc.

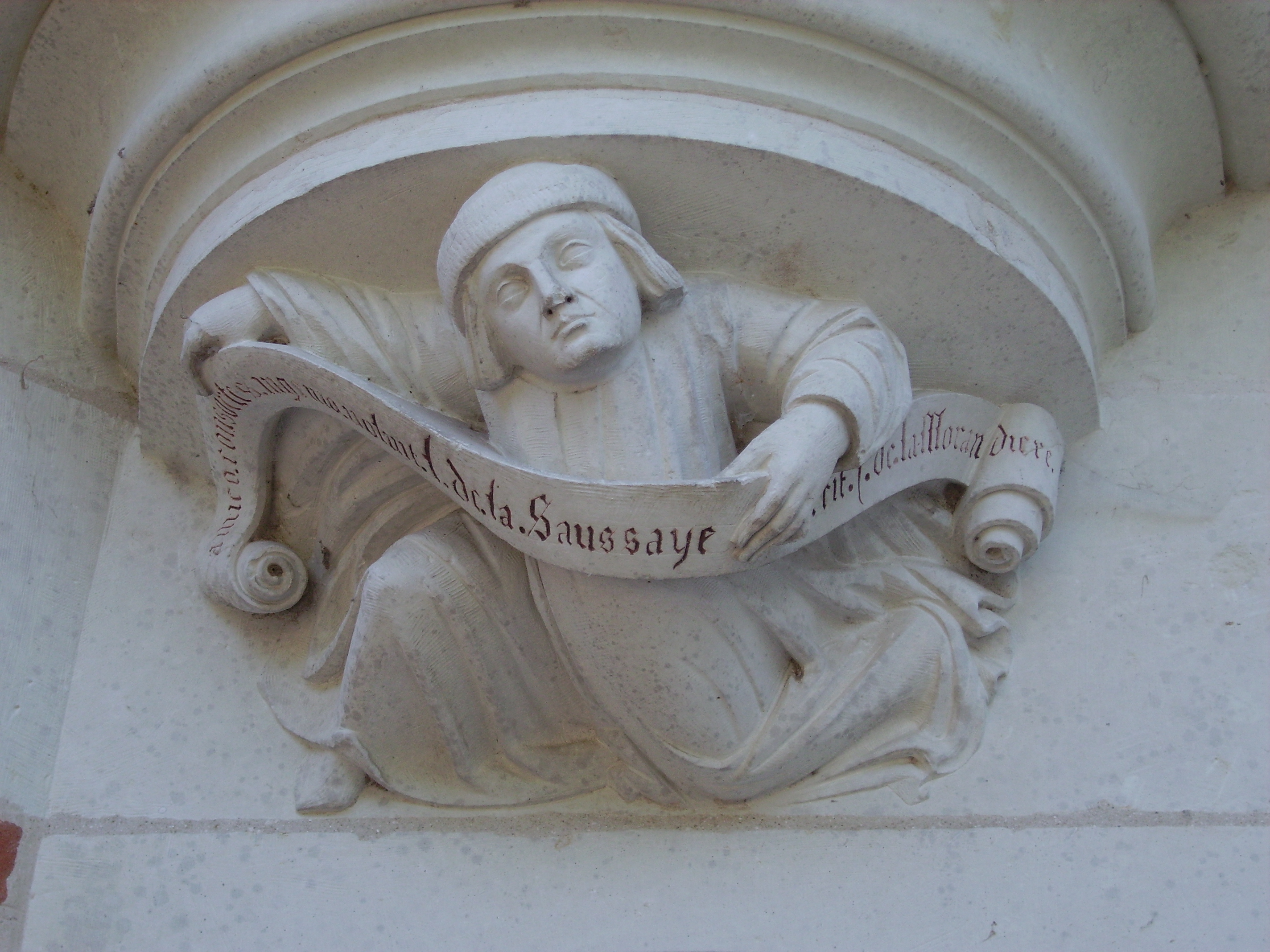
La facahada del castillo.
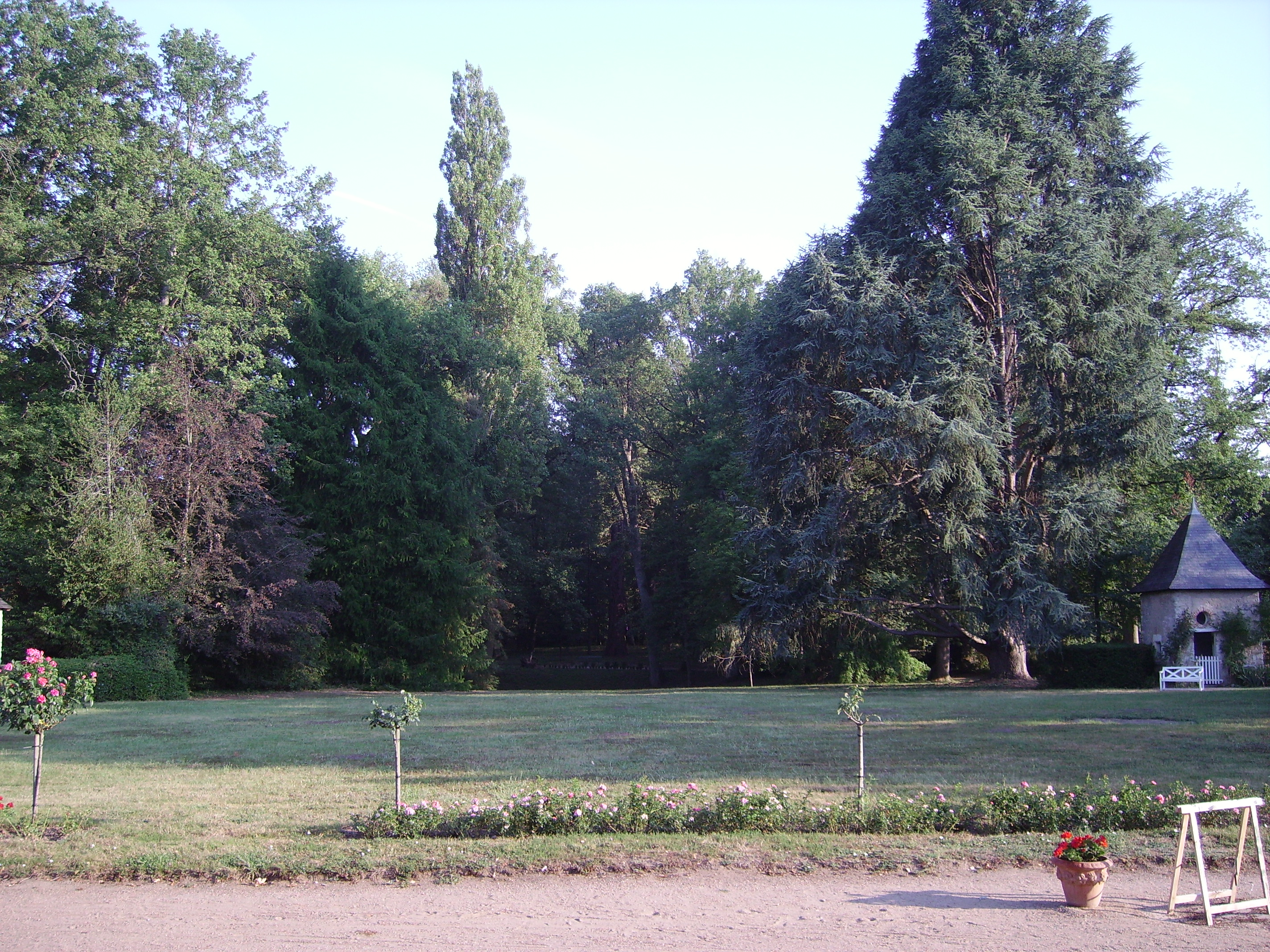
El parque del castillo de Troussay.
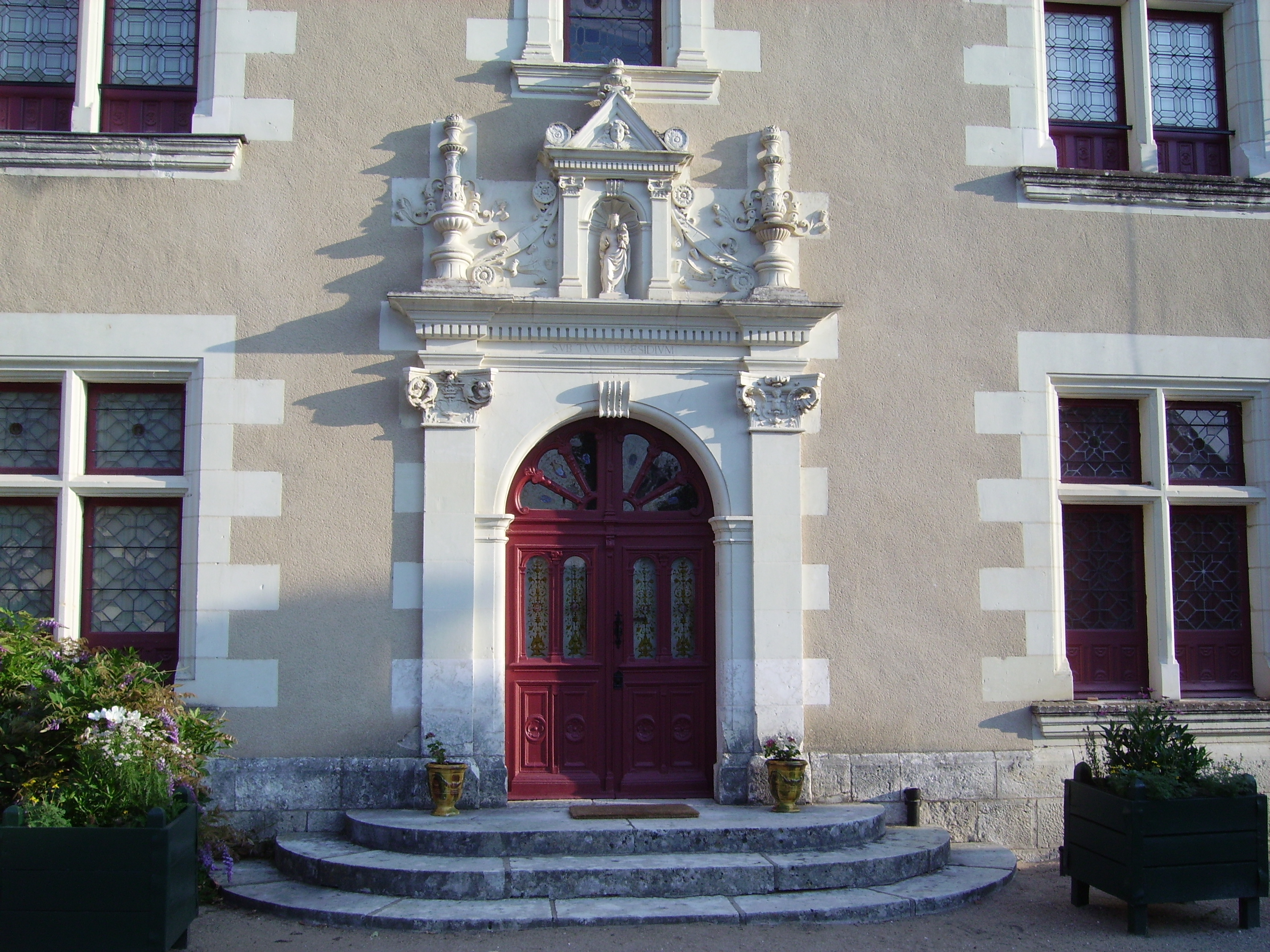
La entrada al castillo.